# Liste der Kulturdenkmale in Naundorf (Leisnig)
In der Liste der Kulturdenkmale in Naundorf sind die Kulturdenkmale des Leisniger Ortsteils Naundorf verzeichnet, die bis Mai 2023 vom Landesamt für Denkmalpflege Sachsen erfasst wurden (ohne archäologische Kulturdenkmale). Die Anmerkungen sind zu beachten.
Diese Aufzählung ist eine Teilmenge der Liste der Kulturdenkmale in Leisnig.

## Naundorf
| Bild                                    | Bezeichnung                                                  | Lage                | Datierung | Beschreibung | ID       |
| --------------------------------------- | ------------------------------------------------------------ | ------------------- | --- | --- | -------- |
| Direkt Bild zu diesem Denkmal hochladen | Wohnstallhaus, Scheune und Seitengebäude eines Dreiseithofes | Naundorf 1 (Karte)  | Mitte 19. Jahrhundert (Dreiseithof und Wohnstallhaus); um 1850 (Seitengebäude); 2. Hälfte 19. Jahrhundert (Scheune) | Geschlossen erhaltener Bauernhof von bau- und sozialgeschichtlicher Bedeutung. - Wohnstallhaus: Erdgeschoss massiv, Obergeschoss in Teilen Fachwerk, Satteldach, Scheune: Fachwerk, Satteldach - Seitengebäude: zweigeschossig, massiv, Satteldach Geschlossen erhaltener Vierseithof, bestehend aus dem Wohnstallhaus, der Scheune und zwei Seitengebäuden, vermutlich Wohn- und Wirtschaftsgebäude aus dem 19. Jahrhundert. Wohnstallhaus massiv, Graupelputz, Gurtgesims und Fenstereinfassungen Putzbänder bzw. Putzfaschen, flachgeneigtes Satteldach. Große Fachwerkscheune mit Schiebetoren und Satteldach. Beiderseits der Scheune je ein Seitengebäude in ähnlicher Gestaltung wie das Wohnstallhaus, das eine eingeschossig, das andere zweigeschossig. Der Hof blieb authentisch erhalten. Die Bauten dokumentieren in exemplarischer Weise ländliches Bauen im 19. Jahrhundert, woraus sich ihr baugeschichtlicher Wert ableitet. Zugleich verdeutlichen sie auch die Lebens- und Arbeitsbedingungen auf einem Bauernhof im 19. Jahrhundert, so dass ihnen auch sozialgeschichtliche Bedeutung zukommt. | 09208126 |
| Direkt Bild zu diesem Denkmal hochladen | Wohnhaus                                                     | Naundorf 8b (Karte) | 1. Hälfte 19. Jahrhundert                                                                                           | Für den Landkreis ungewöhnliches, massives Wohnhaus in gutem Originalzustand. Eventuell ursprünglich Armenhaus oder Dorfschule, um 1840 erbaut. Eingeschossiger, gut proportionierter Bruchsteinbau. Fenster- und Türeinfassungen mit Rochlitzer Porphyrtuff. Abschluss durch hohes Krüppelwalmdach. Das Haus blieb in sehr gutem Originalzustand erhalten und dokumentiert eindrucksvoll das Bauhandwerk seiner Erbauungszeit, woraus sich die baugeschichtliche Bedeutung ableitet. Die vermutete Bestimmung des Hauses begründet die ortsgeschichtliche Bedeutung. | 09208127 |
| Direkt Bild zu diesem Denkmal hochladen | Wohnstallhaus und Scheune                                    | Naundorf 12 (Karte) | Bezeichnet mit 1803                                                                                                 | Weitgehend originale Gebäude in landschaftstypischer Fachwerkbauweise von bau- und sozialgeschichtlicher Bedeutung. - Wohnstallhaus: Erdgeschoss massiv, Obergeschoss Fachwerk, originale Fenstergewände, originaler Türstock, Satteldach - Scheune: Fachwerk, zum Teil mit Holz verkleidet, Satteldach Als authentisch erhaltene ländliche Wohn- und Wirtschaftsgebäude dokumentieren beide Gebäude das Bauhandwerk ihrer Entstehungszeit sowie die Wohn- und Wirtschaftsbedingungen eines kleinen Bauernhofes des 19. Jahrhunderts, woraus sich die bau- und sozialgeschichtliche Bedeutung der Gebäude ableitet. | 09208130 |

## Tabellenlegende
- Bild: Bild des Kulturdenkmals, ggf. zusätzlich mit einem Link zu weiteren Fotos des Kulturdenkmals im Medienarchiv Wikimedia Commons. Wenn man auf das Kamerasymbol klickt, können Fotos zu Kulturdenkmalen aus dieser Liste hochgeladen werden:
- Bezeichnung: Denkmalgeschützte Objekte und ggf. Bauwerksname des Kulturdenkmals
- Lage: Straßenname und Hausnummer oder Flurstücknummer des Kulturdenkmals. Die Grundsortierung der Liste erfolgt nach dieser Adresse. Der Link (Karte) führt zu verschiedenen Kartendiensten mit der Position des Kulturdenkmals. Fehlt dieser Link, wurden die Koordinaten noch nicht eingetragen. Sind diese bekannt, können sie über ein Tool mit einer Kartenansicht einfach nachgetragen werden. In dieser Kartenansicht sind Kulturdenkmale ohne Koordinaten mit einem roten bzw. orangen Marker dargestellt und können durch Verschieben auf die richtige Position in der Karte mit Koordinaten versehen werden. Kulturdenkmale ohne Bild sind an einem blauen bzw. roten Marker erkennbar.
- Datierung: Baubeginn, Fertigstellung, Datum der Erstnennung oder grobe zeitliche Einordnung entsprechend des Eintrags in der sächsischen Denkmaldatenbank
- Beschreibung: Kurzcharakteristik des Kulturdenkmals entsprechend des Eintrags in der sächsischen Denkmaldatenbank, ggf. ergänzt durch die dort nur selten veröffentlichten Erfassungstexte oder zusätzliche Informationen
- ID: Vom Landesamt für Denkmalpflege Sachsen vergebene, das Kulturdenkmal eindeutig identifizierende Objekt-Nummer. Der Link führt zum PDF-Denkmaldokument des Landesamtes für Denkmalpflege Sachsen. Bei ehemaligen Kulturdenkmalen können die Objektnummern unbekannt sein und deshalb fehlen bzw. die Links von aus der Datenbank entfernten Objektnummern ins Leere führen. Ein ggf. vorhandenes Icon  führt zu den Angaben des Kulturdenkmals bei Wikidata.